# Kršćanstvo u Armeniji
Kršćanstvo je najzastupljenija vjera u Armeniji.

## Povijest
Prema predaji, bolesni edeški kralj Abgar V., nakon što je čuo za djelovanje Isusa Krista, šalje mu pismo u Jeruzalem sa zamolbom da dođe u Edesu (Urfu) kako bi ga izliječio. Prema predaji, Isus mu je poslao odgovor sa svojom slikom kazavši kako će mu, nakon uznesenja k Ocu, poslati nekoga od svojih učenika.
Prvi navjestitelji kršćanstva u Armeniji bili su apostoli sv. Bartolomej i sv. Juda Tadej. Oni su na području Armenije podnijeli mučeničku smrt. Armenija je 301. godine postala prva kršćanska država na svijetu. Pokrstitelj Armenaca bio je sveti Grgur Prosvjetitelj. O napredovanju kršćanstva u Armeniji bilježe između ostalih Tertulijan, Augustin i Faust Bizantski.
Nakon Kalcedonskog sabora (451.), Armenska apostolska Crkva, udaljuje se od crkvenog vodstva u Bizantu i u Rimu, te na Dvinskom međupokrajinskom saboru (505./506.), odbacuje učenje o dvjema Kristovim naravima. Nakon odbijanja kalcedonskih zaključaka, potpuno se odcijepljuje od njih.
Do ujedinjenja Katoličke Crkve s dijelom armenokatoličke zajednice došlo je u 15. stoljeću.
Najstarija očuvana armenska bazilika je Jererujška bazilika iz 5. stoljeća. Nalazi se u selu Anipemza.

## Sastav
Popisom 2011. godine utvrđeno je 2.862.366 kršćana (94,8 %), od čega 2.797.187 vjernika Armenske apostolske Crkve (92,5 %); 29.280 evangelika, 13.996 armenskih katolika i rimokatolika, 8695 Jehovinih svjedoka, 8587 istočnih pravoslavnih (ruski, ukrajinski, gruzijski, grčki); 2.874 molokana (nepravoslavnih Rusa), 1733 nestorijanci (Asirska Crkva Istoka), 733 protestanta; 241 mormon; jazida (0,8 %), paganista (0,2 %); 812 islamskih vjernika (Kurdi i Azeri); 5299 inih religija (0,2%); 121.587 bez odgovora (4 %).
Prevladavaju vjernici Armenske apostolske Crkve. Nešto je malo evangelika. Rimokatolika je 100.000. Jazida 2016. je bilo 35.000, a u Armeniju i Gruziju su došli u 19./20. stoljeću bježeći pred progonima. Danas grade najveći svoj hram u selu Aknališu. Jehovinih svjedoka je 8695 2011. godine, a mormona oko 3000 2011. godine, dok ih sami popis 2011. navodi samo 241.

## Galerija
- Širenje kršćanstva u Europi i na Sredozemlju.
- Europa u doba velike podjele 1054. godine.
- Religija u Europi, na Sredozemlju i na Bliskom Istoku 1100.
- Religije u Europi 1560.

### Članci
- Bagdasarov, Artur. 2017. Kratak pregled povijesti Armenske Katoličke Crkve. Crkva u svijetu. Sveučilište u Splitu - Katolički bogoslovni fakultet. Split. 52 (1): 89–100